# Medvjedi
Medvjedi (Ursidae) su porodica sisavaca iz reda zvijeri (Carnivora). Ranije ih se nazivalo "velikim medvjedima" ili još i "pravim medvjedima", da bi ih tako razlikovali od rakuna (Procyonidae) koje su nazivali "malim medvjedima". Jedna vrsta iz te porodice, smeđi medvjed, je najveća divlja životinja i grabežljivac na hrvatskom tlu.

## Osobine
Građom tijela, sve vrste medvjeda su međusobno vrlo slične. Tijela su im zbijena, glave okrugle a udovi relativno kratki i vrlo snažni. Oči su male, a uške okruglaste i uspravne. U izduženoj njuški imaju, ovisno o vrsti, 40 ili 42 zuba. Noge završavaju s pet prstiju s kandžama koje ne mogu uvući. Hodaju na tabanima koji su uglavnom dlakavi, osim kod vrsta koje se često penju na drveće, kao kod sunčevog medvjeda čiji su tabani goli. Rep im je samo maleni patrljak. Krzno im je dosta dugačko i jednobojno, smeđe, crno ili bijelo. Iznimka je velika panda (čije svrstavanje u ovu porodicu još nije općeprihvaćeno, vidi   Arhivirana inačica izvorne stranice od 5. srpnja 2007. (Wayback Machine)) koji ima vrlo uočljive crno bijele šare. Svijetle šare na prsima ili licu se mogu pojaviti kod više vrsta.
Tjelesna težina im se kreće od 25 pa do 1200 kg, pri čemu su mužjaci uvijek osjetno teži od ženki. Dužina tijela im je između 100 i 330cm. Mogu biti visoki do čak 350 centimetara kada se usprave na stražnje noge.

## Rasprostranjenost i životni prostor
Medvjedi danas žive u Euroaziji i Americi, pri čemu u Južnoj Americi nastanjuju samo njen sjeverozapadni dio. U zapadnoj i srednjoj Europi postoje još samo reliktni ostaci. Danas u Africi više nema medvjeda. Populacija smeđih medvjeda koja je nekad živjela na planinama Atlas izumrla je u 19. stoljeću. Kao porodica, nemaju neke određene zahtjeve u odnosu na stanište. Žive od polarnih područja preko travnjaka sve do tropskih šuma. Jedino u pravilu izbjegavaju sušna područja.

## Način života
Svi su medvjedi samotnjaci, a aktivni su u sumrak i noću (jedina iznimka su bijeli medvjedi). Spavaju uglavnom u špiljama, šupljim stablima ili jamama u tlu. Obično se kreću polako, no u trku mogu razviti brzinu i do 50 km/h. Medvjedi su u pravilu dobri penjači (naročito sunčev medvjed), a i izvrsno plivaju.
Neke vrste hladne, zimske mjesece provode u zimskom mirovanju. To nije pravi zimski san. značajno im se usporava disanje i broj otkucaja srca, ali im se tjelesna temperatura tek neznatno snižava pa se relativno lako bude. Tijekom kasnog ljeta i jeseni skupljaju zalihu masnoća, da bi se za zimu povukli u zimsko sklonište.

## Hrana
Medvjedi su oportuni svežderi koji se, već prema godišnjem dobu, u različitim omjerima hrane biljnom i životinjskom hranom. 
Kod većine medvjeđih vrsta voće i drugi dijelovi biljaka čine najveći dio ishrane koju samo dopunjavaju kukcima, njihovim larvama i malim kralježnjacima kao što su ribe i glodavci. Ponekad ubiju i neku veću životinju do veličine jelena, a povremeno, ako se pruži prilika, napadaju i stoku. Drugačiji obrazac prehrane postoji samo kod velikih panda koje se hrane gotovo isključivo bambusom, te bijelih medvjeda koji su jedini pretežni mesožderi u ovoj grupi.

## Razmnožavanje
Svakih jednu do četiri godine ženka donosi na svijet mladunce. Većina rođenja mladunaca događa se u zimskim mjesecima, između studenog i veljače, u vrijeme zimskog mirovanja ženke. No, parenje se kod većine vrsta odvija mjesecima ranije. Kod većine vrsta je dokazano da se oplođeno jajašce mjesecima zadržava u uterusu prije nego što dođe do nidacije.
Stvarno razdoblje skotnosti je 60 do 70 dana što je vrlo kratko, pa su mladunci (1 do 4) vrlo maleni. Najčešće se kote dva mladunca. Kod medvjeda je najveća razlika između težine majke i težine okota od svih viših sisavaca. O mladuncima se brine isključivo majka, koja je u tom razdoblju izrazito agresivna i napada gotovo svakog uljeza u svoj teritorij, od mužjaka vlastite vrste do čovjeka. Mladunci prestaju sisati u dobi od tri do devet mjeseci. S majkom ostaju najmanje do iduće jeseni, ali najčešće do 18 ili 24 mjeseca. Spolnu zrelost dosežu u starosti između tri i šest godina, a proces rasta često završava tek u dobi s 10 do 11 godina.
Medvjedi su relativno dugovječne životinje. U prirodi žive 20 do 30 godina, a kad ljudi brinu o njima, mogu doživjeti i 50 godina.

## Ljudi i medvjedi
Vjerojatno zbog njihove veličine i snage, medvjedi su dobili značajno mjesto u mitologijama i kultovima mnogih naroda. Poznat je kultni status medvjeda kod mnogih naroda još od kamenog doba. Bogove u liku medvjeda su imali mnogi narodi, a iz mnogih mitova se može razaznati štovanje ovih životinja. U heraldici su prisutni brojni stilizirani likovi medvjeda, a postoje i bajke koje pričaju o medvjedima.
Istovremeno sa štovanjem, odvija se i lov na medvjede iz najrazličitijih razloga.S jedne strane, mnogi dijelovi tijela medvjeda ljudi koriste. Meso se jede, krzno se prerađuje za izradu odjeće, pokrivača ili pokrovnih dijelova šatora, a zubi i kandže se koriste kao ukrasi. Osim toga, često se pojedinim dijelovima tijela medvjeda pripisuju različita ljekovita svojstva. Tako je u kineskoj medicini posebno značajna žučna tekućina mjesečevog medvjeda.
Postojao je još jedan razlog za lov na medvjede. Koristilo ih se kao izvor zarade organiziranjem prividnih borbi medvjeda i ljudi, pravih borbi medvjeda i pasa, obučavalo ih se da "plešu" kako bi zabavljali ljude i slično. Još i danas ih se drži širom svijeta u nekim privatnim zoološkim vrtovima često u zastrašujuće lošim uvjetima.
Treći je razlog za ubijanje medvjeda bio, da ga se često doživljava kao prehrambenog konkurenta ili potencijalnu opasnost za ljude. Medvjedi često ubiju stoku na ispaši, pljačkaju košnice i ribnjake, pa ih se i radi toga progoni. No, stvarni razmjeri šteta su često preuveličani, jer su medvjedi plahe životinje i obično izbjegavaju blizinu ljudi. Međutim, ako imaju mladunce i osjete se ugroženim, ili su ranjeni, mogu napasti čovjeka, a to najčešće završi pogubno za ljude. Neprovocirani napadi su vrlo rijetki, ali ipak godišnje stradava više ljudi od udaraca šapom i ugriza medvjeda.
Iz tih razloga, ali u novije vrijeme i zbog uništavanja nihovih prirodnih staništa gradnjom naselja, mnoge su vrste postale vrlo rijetke ili su iz nekih područja potpuno nestali. U dijelu SAD-a s najvećim ljudskim aktivnostima, zapadnoj i srednjoj Europi postoje još samo relikti smeđih medvjeda dok su u sjevernoj Africi i Meksiku potpuno izumrli. I sunčev medvjed, a naročito velika panda su ugrožene vrste.

## Sistematizacija
Unutar reda zvijeri (Carnivora), medvjedi spadaju u podred psolikih (Canoidea). Pretpostavlja se, da su se medvjedi i perajari razvili od zajedničkih predaka. 
Porodica Ursidae
- potporodica Tremarctinae

- rod Tremarctos

- vrsta Tremarctos ornatus, medvjed naočar

- Rod †Arctodus

- vrsta †Arctodus pristinus
- vrsta †Arctodus simus

- potporodica Ursinae

- rod Helarctos

- vrsta Helarctos malayanus, malajski ili sunčev medvjed

- rod Melursus

- vrsta Melursus ursinus, usnati medvjed

- rod Ursus

- vrsta Ursus thibetanus, azijski crni ili mjesečev medvjed
- vrsta Ursus maritimus, bijeli medvjed
- vrsta Ursus americanus, američki crni medvjed
- vrsta Ursus arctos, smeđi medvjed, tu spadaju, između ostalih, podvrste grizli i kodiak medvjed
- vrsta †Ursus abstrusus
- vrsta †Ursus arvernensis
- vrsta †Ursus boeckhi
- vrsta †Ursus deningeri
- vrsta †Ursus etruscus
- vrsta †Ursus inopinatus
- vrsta †Ursus minimus
- vrsta †Ursus namadicus
- vrsta †Ursus savini
- vrsta †Ursus spelaeus
- vrsta †Ursus vitabilis (Ursus (Euarctos) vitabilis)
- vrsta †Ursus wenzensis

- potporodica Ailuropodinae

- rod Ailuropoda

- vrsta Ailuropoda melanoleuca, velika panda